# Maria Helena
Maria Helena là một đô thị thuộc bang Paraná, Brasil. Đô thị này có diện tích 486,234 km², dân số năm 2007 là 6145 người, mật độ 10 người/km².